# Próba orkiestry
Próba orkiestry (Prova d'orchestra) – muzyczny komediodramat z 1978 roku w reżyserii Federico Felliniego.

## Obsada
- Balduin Baas - dyrygent
- Clara Colosimo - harfistka
- Elisabeth Labi – pianistka
- Ronaldo Bonacchi - fagocista
- Ferdinando Villella - wiolonczelista
- Giovanni Javarone – grający na tubie
- David Mauhsell – pierwszy skrzypek
- Francesco Aluigi – drugi skrzypek
- Andy Miller - oboista
- Sibyl Mostert - flecistka
- Franco Mazzieri - trębacz
- Daniele Pagani - puzonista
- Luigi Uzzo - skrzypek
- Cesare Martignoni - klarnecista
- Umberto Zuanelli - kopista
- Claudio Ciocca - związkowiec
- Angelica Hansen - skrzypaczka
- Heinz Kreuger - skrzypek
- Adelaide Aste - skrzypaczka